# Rocca Santo Stefano
Rocca Santo Stefano es una localidad italiana de la provincia de Roma, región de Lazio, con 1.042 habitantes.

## Historia
El primer pueblo que habitó el territorio de Rocca S. Stefano fue el de los Equi que se extendía desde Palestrina hasta Carsoli y del que tomó su primer nombre conocido: Rocca D'Equi . En los siglos siguientes, a medida que aumentaba la población de los países vecinos, grupos de ciudadanos se desplazaron, dando lugar a nuevos asentamientos. Fue en esa época (500 dC) que se construyeron los caseríos que iban desde Rio Trave hacia arriba y como la población sintió la necesidad de tener un centro donde poder reunirse, construyeron la iglesia de S. Stefano, unida al cementerio.
Mientras tanto, el poder en la zona estaba representado por el monasterio benedictino de Subiaco . Cerca de Rio Trave había un pequeño pueblo llamado Toccianello. Los habitantes no pudieron soportar la explotación de los representantes del abad de Subiaco que habían impuesto fuertes impuestos al molino que allí había, y se rebelaron, pero fueron aplastados por las tropas del abad. La señora más rica del lugar, Rosa, se salvó huyendo hacia la Rocca, seguida de mucha gente. Donó toda su riqueza a los habitantes de Rocca que le dedicaron una de las calles más importantes del pueblo.
Rocca S. Stefano fue saqueada a menudo tanto por Filippo da Marano como por los señores de Civitella (ahora Bellegra). Así fue que construyeron un pequeño castillo en el espolón más alto de la roca. Poco a poco se construyeron muchas casas alrededor del castillo y también se construyó un lazareto, es decir, un hospital donde los enfermos de peste se mantenían aislados durante las epidemias . Posteriormente, se construyeron murallas alrededor de la zona habitada para fortificarla y defenderse. Fue una obra colosal para aquellos tiempos. En las murallas había dos puertas, una que conducía al horno municipal ya una pequeña plaza llamada la puerta que, a través de via dei Serroni, conducía al castillo. La otra puerta estaba en Piazza Pontica (puente antiguo) donde estaba el puente levadizo que se levantaba al atardecer.
Como todos los pueblos de la zona, siguió los acontecimientos del monasterio y se involucró en las luchas apoyadas por los monjes. En 1096 el abad Giovanni lo compró dándole a cambio Pisoniano . Rocca S. Stefano se encuentra entre las posesiones de la abadía en la Bula del Papa Pascual II en 1115. Unas décadas más tarde, el abad Simone, hecho prisionero en 1167 por Filippo da Marano, fue llevado a Roma, donde se vio obligado a prometer Rocca S. Stefano. Stefano a la noble familia romana de los condes Ceci constituidos señores feudales de la abadía . A partir de ese momento pasó a llamarse oficialmente Rocca S. Stefano.
Con el tiempo, los Roccatani explotados por los condes Ceci se rebelaron. Muy orgullosos, queriendo afirmar su oposición al poder de los condes representados por el castillo, construyeron una imponente iglesia cerca del castillo donde se encontraba la antigua iglesia. En el lado izquierdo utilizaron como base los muros preexistentes, mientras que en el derecho construyeron un muro de contención. Más tarde llenaron el espacio con tierra de relleno. Debajo de la iglesia dejaron espacios vacíos a los que se podía acceder con escotillas que servían para enterrar a los muertos. Después de la construcción de la iglesia, la habitación de abajo se utilizó como cementerio. Sin embargo, esta idea resultó ser inadecuada desde un punto de vista higiénico. Con el Edicto de Saint Cloudse prohibió enterrar a los muertos dentro de las murallas de la ciudad y luego se devolvió el cementerio a su sitio actual cerca de la iglesia de S. Stefano.

## Arquitecturas religiosas
- Iglesia de Santa María Assunta
- Iglesia de San Sebastián
- Iglesia de Sant'Antonio di Padova
- Iglesia de Santo Stefano

## Geografía física

### Clima
- Clasificación climática : zona E, 2325 GR/G

## Evolución demográfica
| Gráfica de evolución demográfica de Rocca Santo Stefano entre 1861 y 2001 |
|                                                                           |
| Fuente ISTAT - elaboración gráfica de Wikipedia                           |

### Etnias y minorías extranjeras
A 31 de diciembre de 2015 , 71 ciudadanos extranjeros residían en Rocca Santo Stefano  (7,28%), la nacionalidad más representada es:
- Rumanía : 57 (5,85%)

## Administración
El municipio forma parte de la comunidad montañesa de Aniene .

### Hermanamiento
Hermanado con:
- Ta' Xbiex